# Lord-prévôt

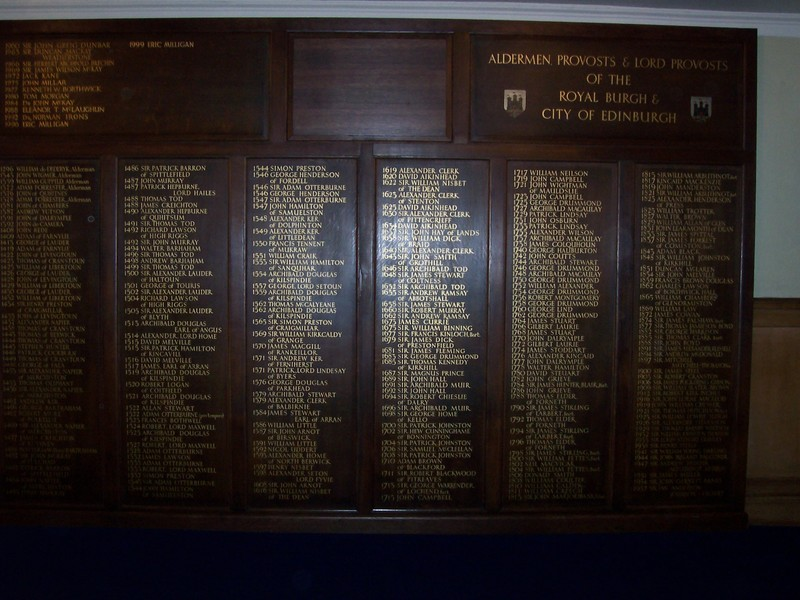
L'un des deux panneaux répertoriant les échevins, les prévôts et le lord-provost de la ville d'Édimbourg, situé dans les locaux de la mairie.

Le lord-prévôt (Lord Provost en anglais et Àrd-Phrobhaist en gaélique écossais) est le représentant de l'autorité municipale dans les cités d'Écosse.
Quatre villes seulement (Aberdeen, Dundee, Édimbourg et Glasgow) ont le droit de nommer un lord-prévôt à leur tête au lieu d'un maire. Les lords-prévôts d'Édimbourg ou Glasgow portent le préfixe honorifique de très honorable (The Right Honourable en anglais) devant l’intitulé de leur fonction. Les autres autorités locales en Écosse ont un prévôt (Provost en anglais).
Un lord-prévôt a un statut protocolaire supérieur à celui d'un lord-maire[réf. nécessaire]. Il est de droit le lord-lieutenant de sa ville — en permettant au conseil municipal de choisir son propre représentant du souverain.